# 西村麻里
西村 麻里（にしむら まり）は、日本の画家、コピーライター、クリエイティブ・ディレクターである。熊本県生まれ。広告代理店でのキャリアを経て、2021年にMARI NISHIMURA INC.を設立した。

## 経歴
地元の広告代理店でデザイナーとしてキャリアをスタートさせた。その後、コピーライターに転身し、クリエイティブ・ディレクターとしても活動した。TCC新人賞や電通賞など、国内外の広告賞を多数受賞している。2021年、MARI NISHIMURA INC.を設立。同社は東京、ニューヨーク、ドバイに拠点を持つ。

## 芸術活動
画家としても活動しており、特に龍をモチーフにした作品で知られる。下書きをせずに指で描く独特のスタイルを持つ。ニューヨーク、ロンドン、ドバイなど世界各地で個展を開催している。

### 展示会
- 2014年：東京・表参道で個展を開催。
- 2015年：ロサンゼルスのHyde Galleryで個展。
- 2017年：ニューヨーク・チェルシーのMontserrat Galleryで個展。
- 2022年：パリのルーブルで展示。
- 2023年：ドバイでのWorldArtDubaiに参加。
- 2024年：Cannes film festival art show出展[5]。

### 受賞歴
- TCC新人賞
- TCC審査員長賞
- 電通賞最優秀賞
- ACCシルバー
- 朝日広告賞大賞
- スパイクスアジアショートリスト
- D&ADインブックメリット賞
- NY ART EXPOでのexcellent artist受賞[6]
- クリオ賞シルバー
- SHIBUYA award 特別賞[7][8]

### 著書
- 『THE AURA（ザ・オーラ）』
- 『365日 ご自愛開運帖』
- 『龍スイッチはじめよう 夢が叶いすぎちゃう Happy習慣』
- 『オーラのにしまりちゃん 誰だって幸せになれるんだ！』[9]